# Brysselmatta
En brysselmatta, även kallad bouclématta eller ögleluggmatta är en sorts maskinvävd matta.
De är ganska grova och har traditionellt ofta tillverkats i nöthår. Mattornas korta lugg består av öglor bildade av polvarp, och är ofta mönstrade, ibland i moderna mönster och ibland som kopior på äldre mattyper bland annat orientaliska mattor. Motiven är ofta nationalromantiska i en stil som var populär då mattorna fick sitt genombrott i slutet av 1800-talet. Mattor med skuren lugg för att mer likna orientaliska mattor kallas Wiltonmattor.
Mattor med ett på enfärgad lugg tryckt mönster tänkta att efterlikna brysselmattorna kallas tapestrymattor.
Skämtsamt har ordet getts betydelsen "ful, ogräsbevuxen åker i EU-träda".